# Bol'šaja Glušica
Bol'šaja Glušica (in russo Большая Глушица?) è un villaggio dell'oblast' di Samara in Russia; è il centro amministrativo del distretto Bol'šeglušickij.
Si trova sulle rive del fiume Bol'šoj Irgiz, a sud del capoluogo della oblast' Samara.